# Petropseudes dahli
Genre
Espèce
Statut de conservation UICN

 LC  : Préoccupation mineure
Petropseudes dahli est la seule espèce du genre Petropseudes.
Elle était autrefois classée dans le genre Pseudocheirus, sous le nom Pseudochirus dahli.